# OR Большого Пса
OR Большого Пса (лат. OR Canis Majoris) — одиночная переменная звезда в созвездии Большого Пса на расстоянии (вычисленном из значения параллакса) приблизительно 7574 световых лет (около 2322 парсеков) от Солнца. Видимая звёздная величина звезды — от более +14,8m до +12,9m.

## Характеристики
OR Большого Пса — красная пульсирующая переменная звезда, мирида (M) спектрального класса M9:.